# Ван Нин (политик)
Ван Нин (кит. 王宁, род. апрель 1961, Шэньян, Ляонин) — китайский государственный и политический деятель, секретарь (глава) парткома КПК провинции Юньнань с 19 октября 2021 года.
Ранее губернатор провинции Фуцзянь (2020—2021), секретарь парткома КПК города Фучжоу (2017—2020).
Член Центрального комитета Компартии Китая 19 и 20-го созывов.

## Биография
Родился в апреле 1961 года в городском округе Шэньян, провинция Ляонин.
В июне 1983 года вступил в Коммунистическую партию Китая. В августе того же года окончил инженерный факультет Ляонинского архитектурно-строительного института (ныне Шэньянский университет Цзянчжу) по специальности «промышленное и гражданское строительство» и поступил на госслужбу в Министерство строительства КНР, позднее реорганизованное в Министерство жилья, городского и сельского строительства КНР. В июне 1999 года занял должность помощника директора департамента управления строительным рынком. В июне 2002 года — заместитель директора и член партбюро КПК департамента строительства Синьцзян-Уйгурского автономного района. С октября того же года снова замдиректора департамента управления строительным рынком Минстроя КНР. В августе 2008 года назначен на пост директора департамента кадров министерства, в июле 2013 года вступил в должность заместителя министра жилья, городского и сельского строительства КНР и стал членом Постоянного комитета партбюро КПК министерства.
В декабре 2015 года переведён заведующим Организационным отделом парткома КПК провинции Фуцзянь — членом Постоянного комитета партийного комитета провинции. В июне 2017 года утверждён секретарём парткома КПК города Фучжоу — членом Посткома КПК провинции Фуцзянь. В октябре того же года на 19-м съезде Компартии Китая избран кандидатом в члены Центрального комитета КПК 19-го созыва. 24 февраля 2018 года избран делегатом Всекитайского собрания народных представителей 13-го созыва от провинции Фуцзянь
В мае 2018 года повышен до заместителя секретаря парткома КПК Фуцзяни и одновременно продолжал работать секретарём горкома КПК Фучжоу. 2 июля 2020 года назначен временно исполняющим обязанности губернатора, а 15 сентября того же года утверждён в должности губернатора Фуцзяни на 4-й сессии Собрания народных представителей провинции.
19 октября 2021 года решением Центрального комитета Компартии Китая назначен на высший региональный пост секретаря (главы) парткома КПК провинции Юньнань.